# Piptochaetium florissantii
Piptochaetium florissantii là một loài thực vật có hoa trong họ Hòa thảo. Loài này được (Knowlt.) Beetle miêu tả khoa học đầu tiên năm 1958.